# موهو
موهو (به استونیایی: Muhu) جزیره‌ای در دریای بالتیک متعلق به کشور استونی است.
این جزیره که ۱۹۸ کیلومتر مربع مساحت دارد قسمتی از شهرستان ساره و مجمع‌الجزایر غرب استونی محسوب می‌شود و جعیت کل آن ۱٬۴۸۳ نفر است.

## نگارخانه

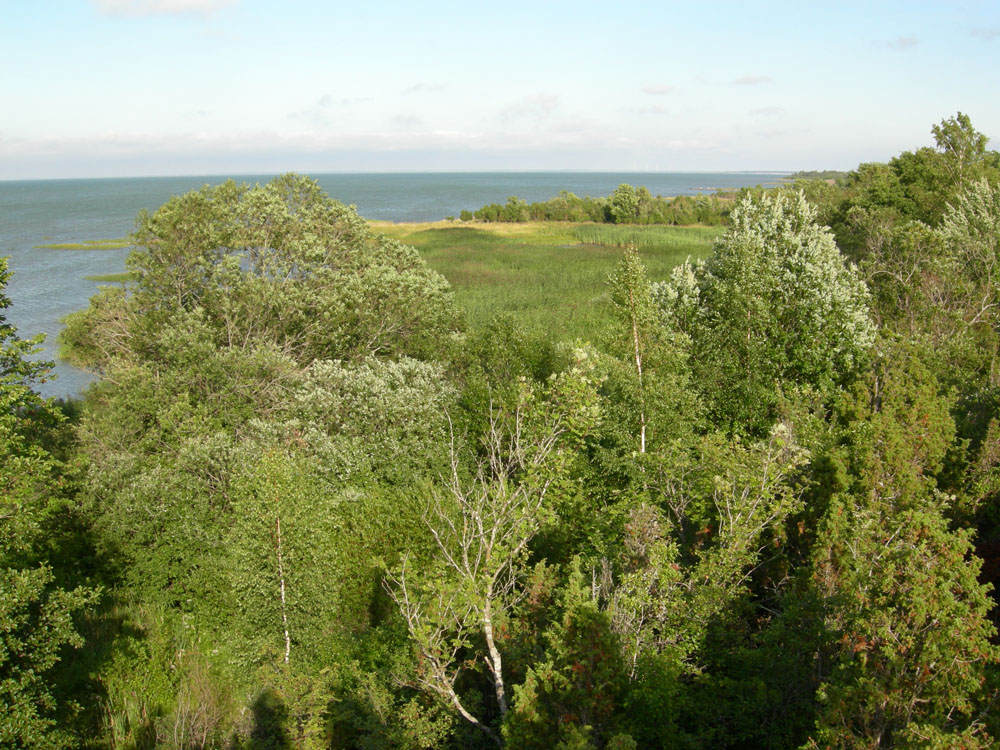
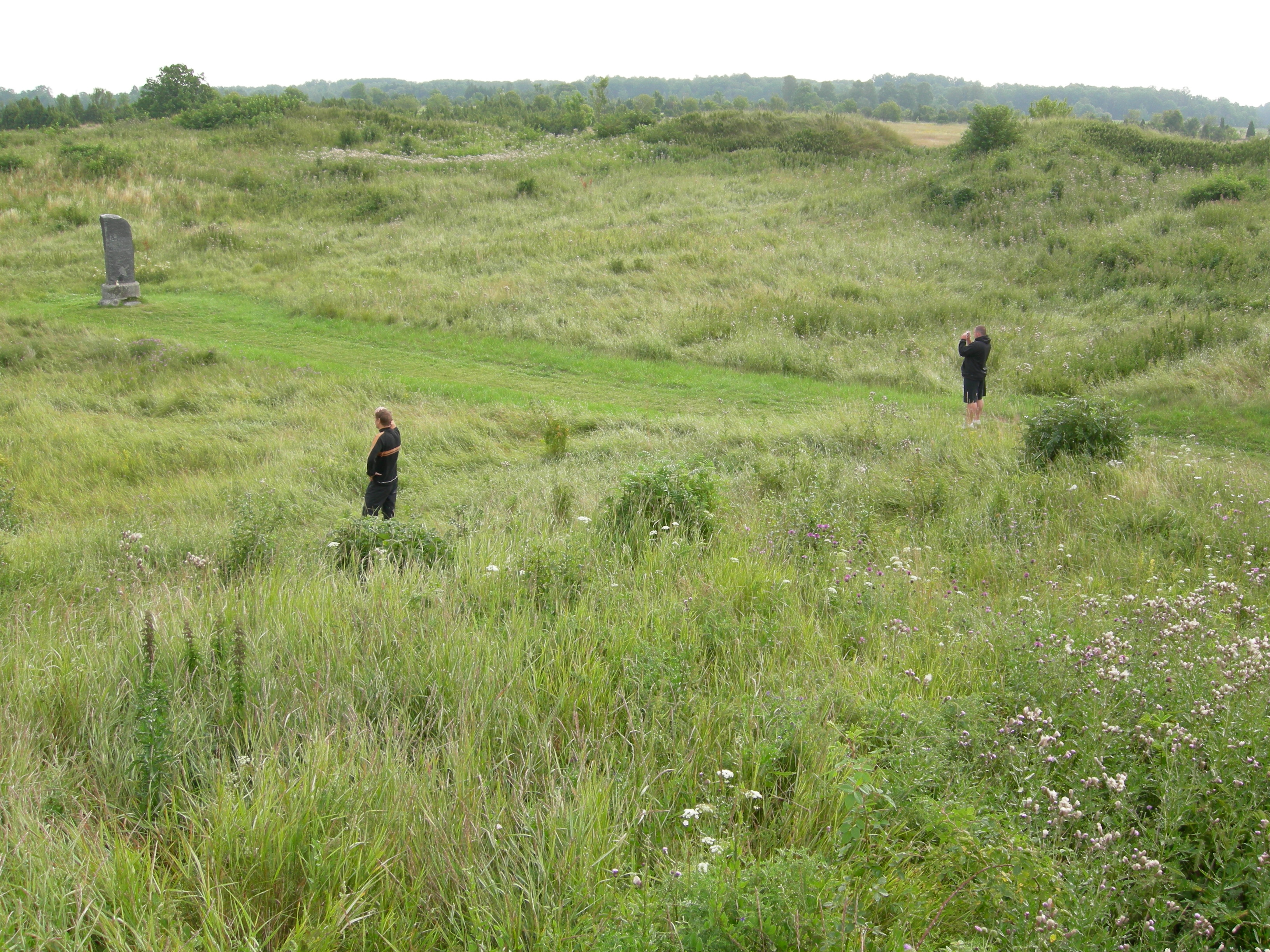
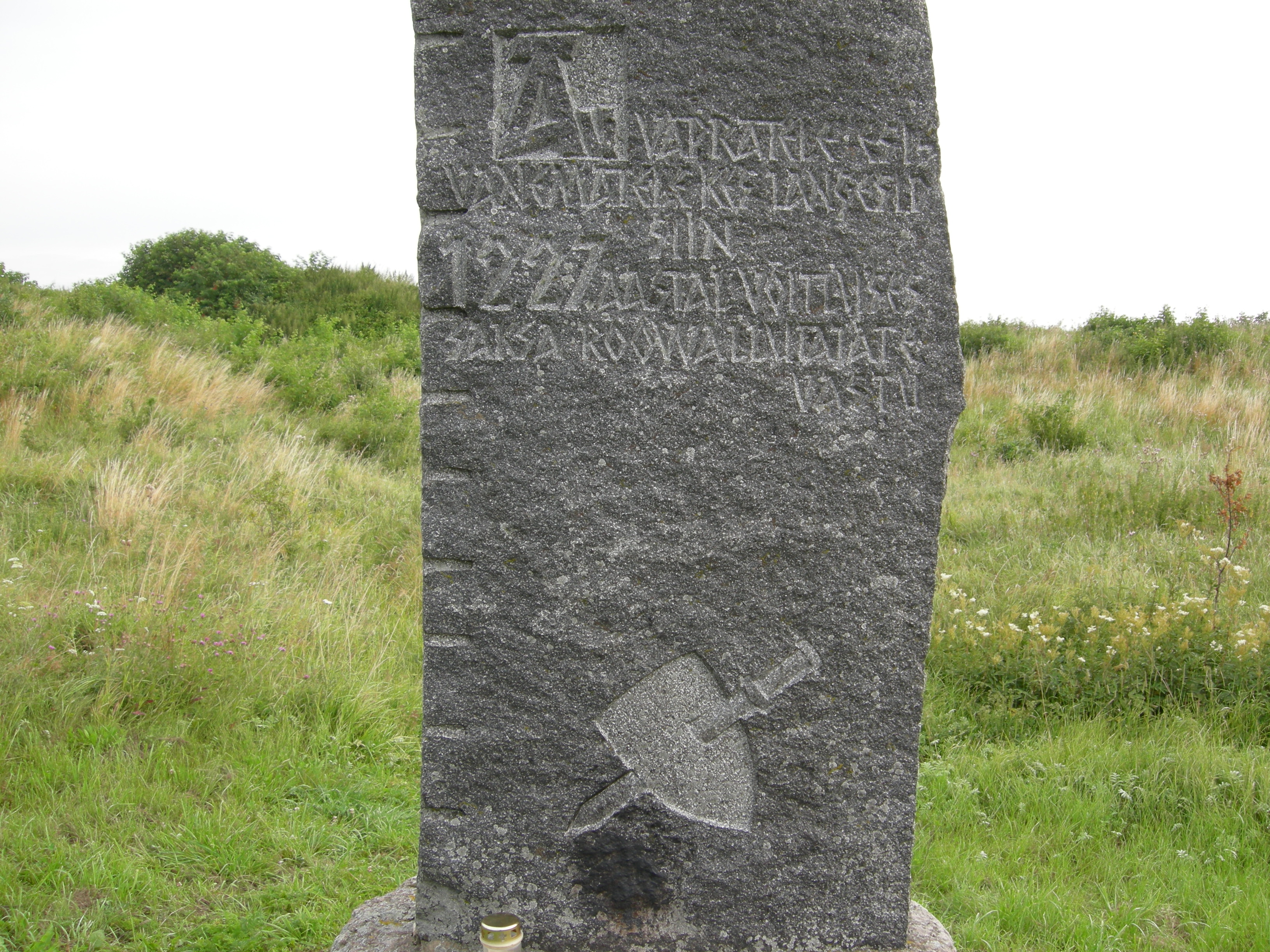
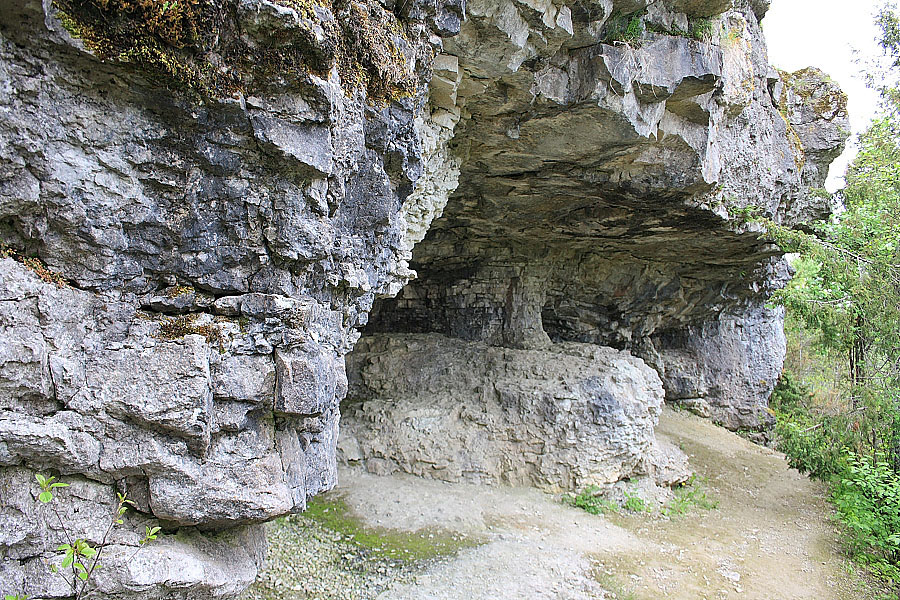
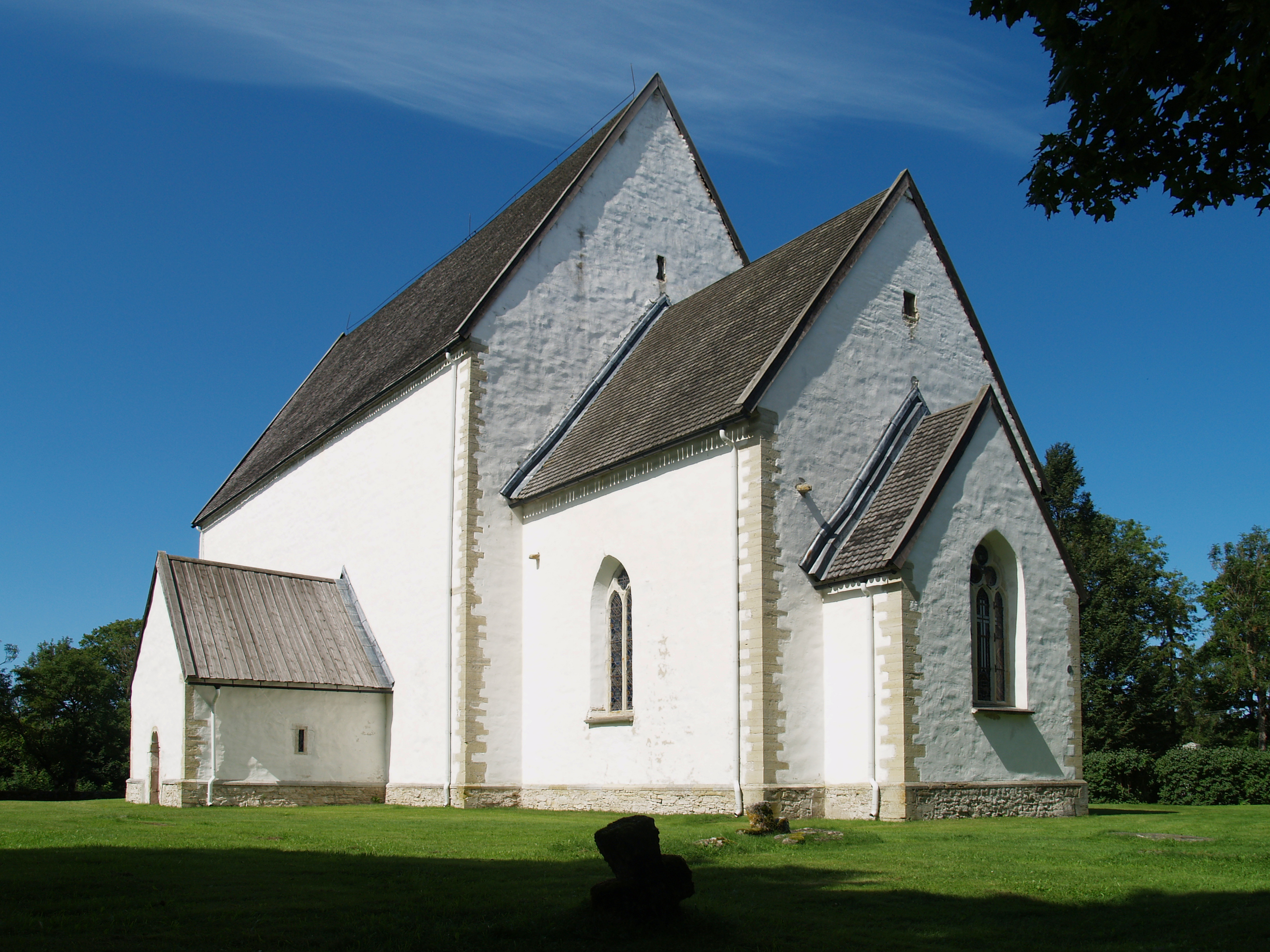
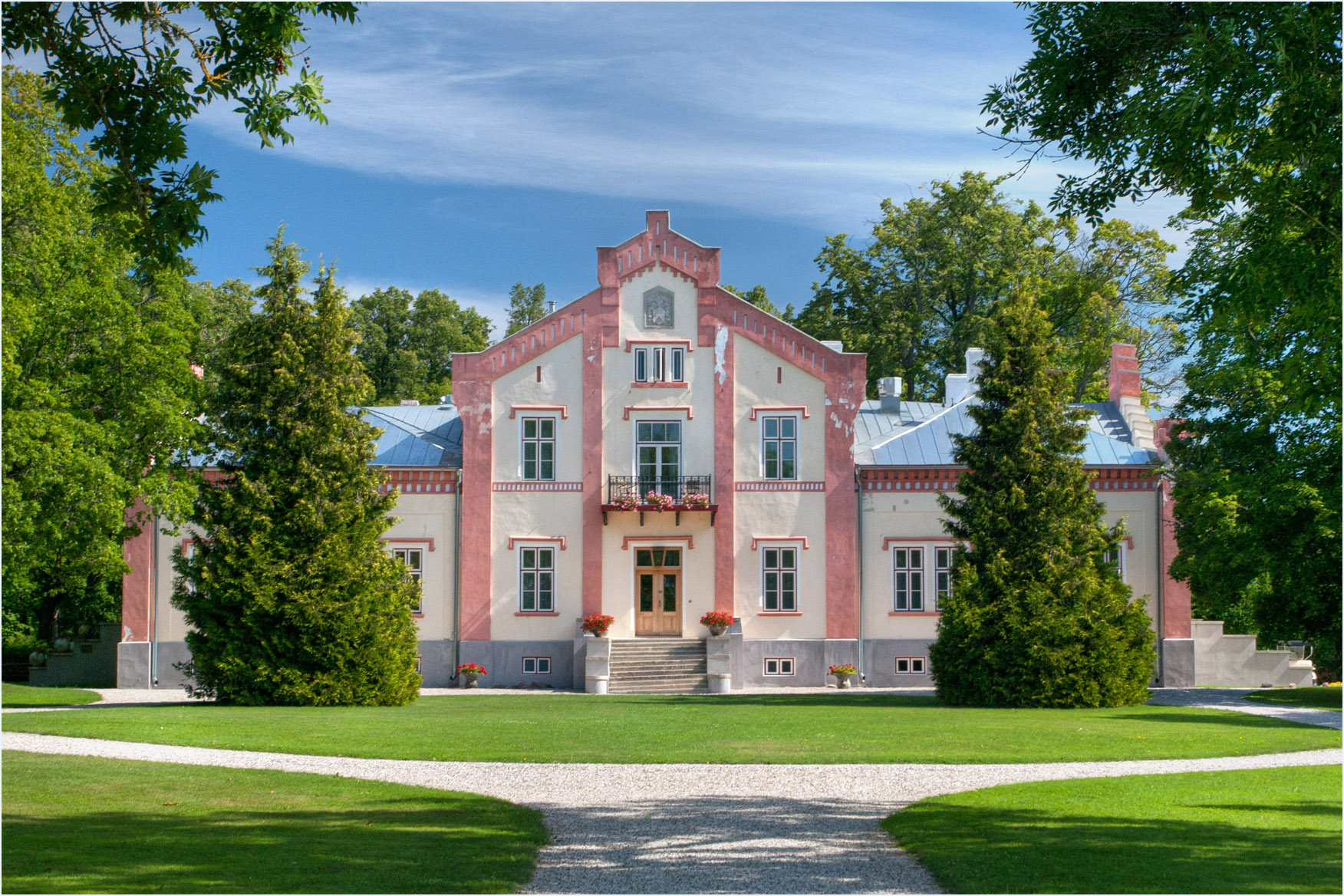
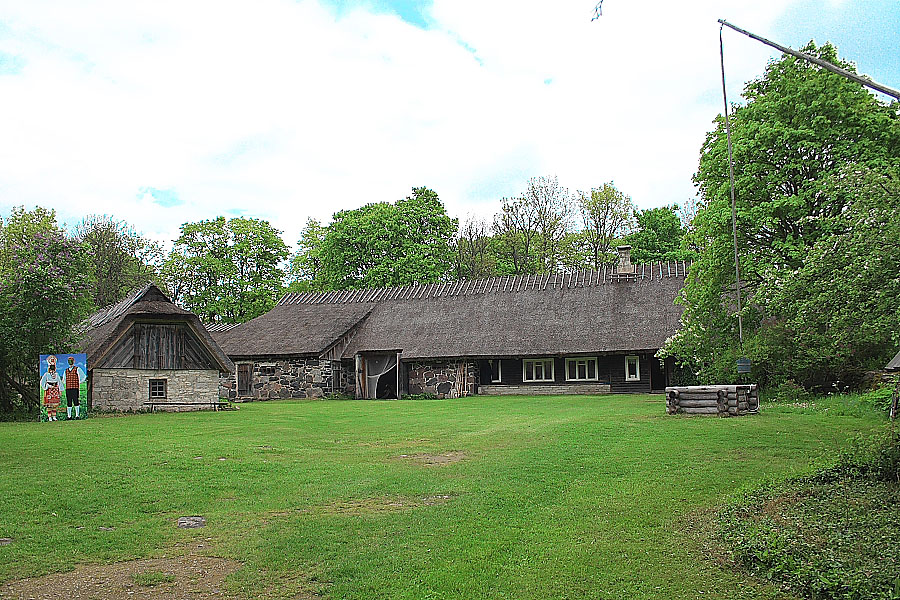
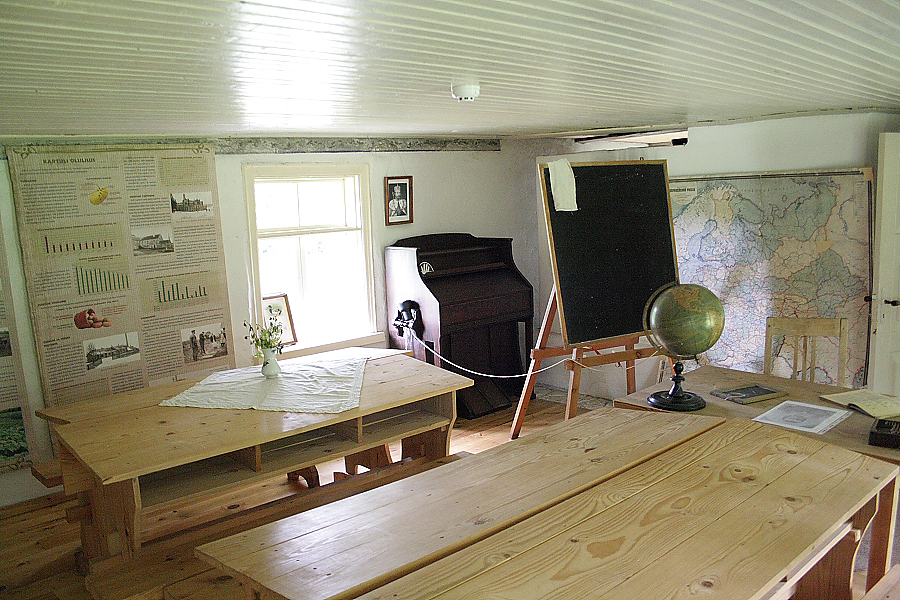
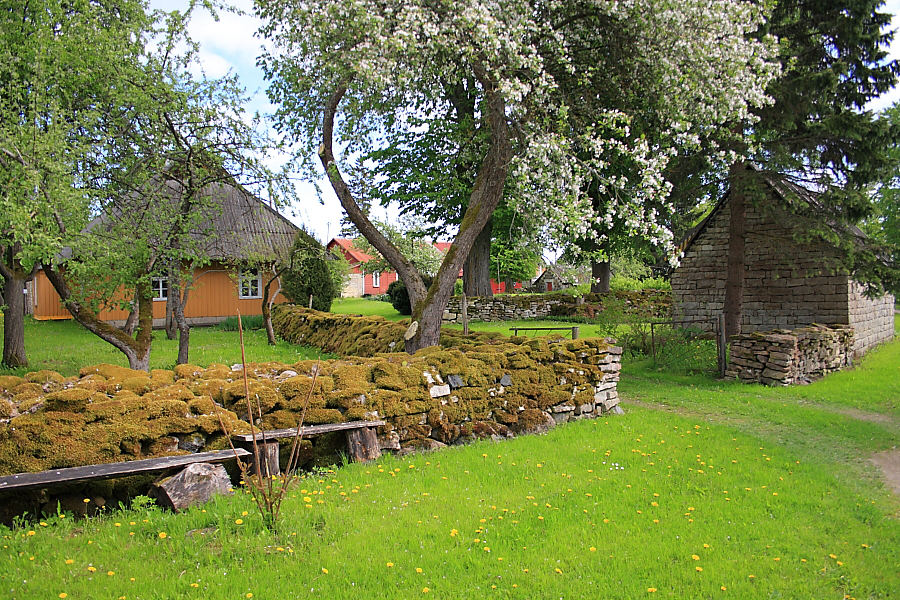